# جيمي هال
جيمي هال (30 مارس 1968 في المملكة المتحدة - ) (بالإنجليزية: Jamie Hall)‏ هو لاعب كريكت بريطاني. لعب مع نادي مقاطعة ساسكس للكركيت ‏.

## وصلات خارجية
- جيمي هال على موقع إي آس بي آن كريك إنفو (الإنجليزية)